# Youth Defense League
Youth Defense League (abgekürzt YDL) war eine kurzlebige US-amerikanische Hardcore-Punk-Band. Obwohl ihr Image und ihre Texte Inspirationen aus dem britischen Rock Against Communism zogen und die Band nach außen eine White-Power-Einstellung offenbarte, galt sie als Bestandteil der New Yorker Hardcore-Szene.

## Bandgeschichte
Die Band gründete sich im Dezember 1986. 1986 und 1988 veröffentlichte sie je ein Demotape. Angefangen als normale New Yorker Skinheadband im Stile ähnlicher Bands wie Iron Cross oder den frühen Agnostic Front kamen mit Gitarrist Solares Einflüsse aus dem britischen RAC, z. B. von Skrewdriver und Brutal Attack, hinzu. 1988 ersetzte Solares den bisherigen Sänger Rob Monaco, so dass Youth Defense League als Trio weiterbestand.
In Interviews gab sich die Band unterschiedlich. So bezeichnete sie sich mal als unpolitisch und mal als weit rechts stehend und pro-amerikanisch, in einem Radiointerview des Senders WNYU auch als White-Pride-Band. 1987 gab die Band dem britischen „Blood and Honour“-Magazin ein Interview, in dem sie sich als nationalistisch und der US-amerikanischen White-Supremacy-Organisation National Association for the Advancement of White People nahestehend bezeichnet. Gitarrist Haj stammte allerdings aus dem Nahen Osten, und Gitarrist Solares und Schlagzeuger Puntes waren Halbspanier. Wie viele Bands der New Yorker Szene (so auch Warzone) waren sie also trotz ihrer nach außen zur Schau getragenen Attitüde eine „Multi-Racial-Band.“ Trotz alledem nahm Ray Cappo (Youth of Today) das Lied Blue Pride mit auf den genrebegründenden Sampler New York Hardcore – The Way It Is. In der von der Band gestalteten Seite im Beiheft wurde das RAC-Logo abgedruckt, zudem grüßte die Band Ian Stuart von Skrewdriver.
Nach der Veröffentlichung der Single American Pride auf Oi! Core Records löste sich die Band 1990 auf. Nach der Auflösung erschienen mehrere Kompilationen von YDL-Liedern, zum Teil auch auf US-amerikanischen Rechtsrock-Labels wie Vulture Rock. Eine Live-CD dieses Labels wurde im Punkklub CBGB aufgenommen. Ein Teil der alten Aufnahmen wurde auch von Hardcore-Punk-Legende Don Fury produziert.
Sänger Solares arbeitet heute als Restaurantkritiker für das US-Magazin Eater.com. Im Mai 2016 wurde er nach Bekanntwerden seiner politischen Vergangenheit von seinem Arbeitgeber temporär beurlaubt.

## Diskografie
- 1986: Skins for Skins (Demo)
- 1988: Skinheads 88 (Demo)
- 1990: American Pride (7", Oi! Core Records)

### Kompilationen
- 1999: Skinhead 88/The Boys (Vulture Rock, 7’’)
- 1999: Youth Defense League (New Glory Records, Bootleg-CD)
- 1999: American History – Live at CBGB’s (1987–1988) (Vulture Rock, CD/LP)
- 2000: Old Glory (Vulture Rock, 7’’)
- 2005: Voice of Brooklyn (Vulture Rock, LP + 7’’)